# Matt Drummond
Matthew Simon Drummond es un director de cine, guionista y supervisor de efectos visuales australiano.

## Vida personal
Matthew Drummond es el hijo mayor del músico Pat Drummond y hermano de Pete Drummond de la banda de Australasia Dragon.

## Carrera
En 1998 Drummond abrió la agencia de efectos visuales Hive Studios International. Durante ese tiempo, comenzó a trabajar con Catalyst, bajo la dirección del científico y cineasta Richard Smith. Smith y Drummond han colaborado en varios documentales. En 1993 Drummond abrió su primera empresa gráfica llamada Extra Digital.
En 2008, la cámara empresarial regional de Montañas Azules nombró a Hive Studios International Business of the Year y Arts and Culture Business of the Year, y la empresa trabajó posteriormente con Discovery Channel USA, National Geographic USA y History Channel USA. Este trabajo resultó en un Premio Emmy de Noticia y Documental en 2014 por Diseño Gráfico y Dirección de Arte.
El trabajo de Drummond se extendió hasta proporcionar instalaciones de VFX 3D para el Museo Australiano.

## Películas
Drummond comenzó a desarrollar producciones internas durante su tiempo en Vanuatu en 2009-2013. Mientras vivía en Vanuatu, Drummond conoció al productor de Hollywood Paul Mason, quien sugirió que Drummond debería producir una película, en lugar de la serie de televisión como estaba planeado. Mason fue incluido más tarde en los créditos de Dinosaur Island.
En 2011, Drummond comenzó a escribir Dinosaur Island. La fotografía principal comenzó en octubre de 2011 en la isla de Efate. Drummond regresó a Australia en 2013 para completar la posproducción de la película, donde Jason Moody firmó como productor ejecutivo y Chris Wright como compositor. Hive Studios International completó los efectos visuales de la película. Los derechos internacionales de Dinosaur Island fueron adquiridos en el Festival de Cannes de 2014 por Arclight Films y luego fueron vendidos en más de 50 países. La película tuvo su premier el 14 de febrero de 2015 y se estrenó en Australia el 28 de febrero de 2015. Permaneció en los cines durante aproximadamente 5 semanas.| La película fue el primer estreno en cines en presentar un dinosaurio emplumado.
La siguiente película de Drummond, My Pet Dinosaur (2017), fue adquirida por Faisal Toor de Empress Road Pictures en el American Film Market de 2015. Pinnacle Films adquirió los derechos teatrales de Australia y Nueva Zelanda para su estreno el 22 de abril de 2017.

## Filmografía
- 2023 The Secret Kingdom (Largometraje) (Director/Escritor/Supervisor de efectos visuales)
- 2017 My Pet Dinosaur (Largometraje) (Director/Escritor/Supervisor de VFX)
- 2014 Dinosaur Island (Largometraje) (Director/Escritor/Supervisor de efectos visuales)
- 2013 First Footprints (Documental de televisión) (Supervisor de efectos visuales)
- 2013 Big History (Serie de TV) (Supervisor de efectos visuales)
- 2012 Australia: The Time Traveller's Guide (documental de película para televisión) (efectos digitales)
- 2011 Grimm (serie de televisión de EE. UU.) (1 episodio, piloto) - (Efectos digitales)
- 2011 Dinosaur Stampede (Documental de televisión) (supervisor de efectos visuales)
- 2010 Cane Toads: An Unnatural History (Largometraje) (Efectos digitales)
- 2010 Voyage to the Planets (Documental de televisión) (supervisor de efectos visuales)
- 2009 Prehistoric New York (Documental de televisión) (Supervisor de efectos visuales)
- 2009 Death of the Megabeasts (documental de película para televisión) (supervisor de efectos visuales)
- 2008 Life After People (documental de película para televisión) (supervisor de efectos visuales)
- 2008 Prehistoric Predators II (Serie de TV) (supervisor de efectos visuales)
- 2007 Prehistoric Predators (Serie de TV) (supervisor de efectos visuales)
- 2007 Crude: The Incredible Journey of Oil (Documental) (supervisor de efectos visuales)
- 2005 Supernova (Serie de TV) (Supervisor de efectos visuales)
- 2005 Attack of the Sabertooth (Película de televisión) (Director de efectos visuales)
- 2005 Saturn, Planet of the Rings (Serie de TV) (Efectos digitales)
- 2004 Animal Face Off (Serie de TV) (Supervisor de efectos visuales)
- 1998 Rumble in the Jungle (Documental de televisión) (Efectos digitales)
- 1998 Silent Sentinels (Documental de televisión) (Efectos digitales)